# Ramsla
Ramsla – część gminy (Ortsteil) Am Ettersberg w Niemczech, w kraju związkowym Turyngia, w powiecie Weimarer Land. Do 31 grudnia 2018 samodzielna gmina wchodząca w skład wspólnoty administracyjnej Nordkreis Weimar. Do 30 grudnia 2013 wchodziła w skład wspólnoty administracyjnej Berlstedt.